# Maruti Suzuki India
Das Unternehmen Maruti Suzuki India Ltd., gelistet im Finanzindex BSE Sensex, ist ein indischer Pkw-Hersteller. Maruti wurde 1981 als Joint Venture zwischen Suzuki und der indischen Regierung gegründet. Am 17. September 2007 wurde es von ehemals Maruti Udyog in Maruti Suzuki India Limited umbenannt. Derzeit (Stand Oktober 2008) hält die japanische Suzuki-Gruppe 54 % der Anteile an Maruti Suzuki.

## Beschreibung

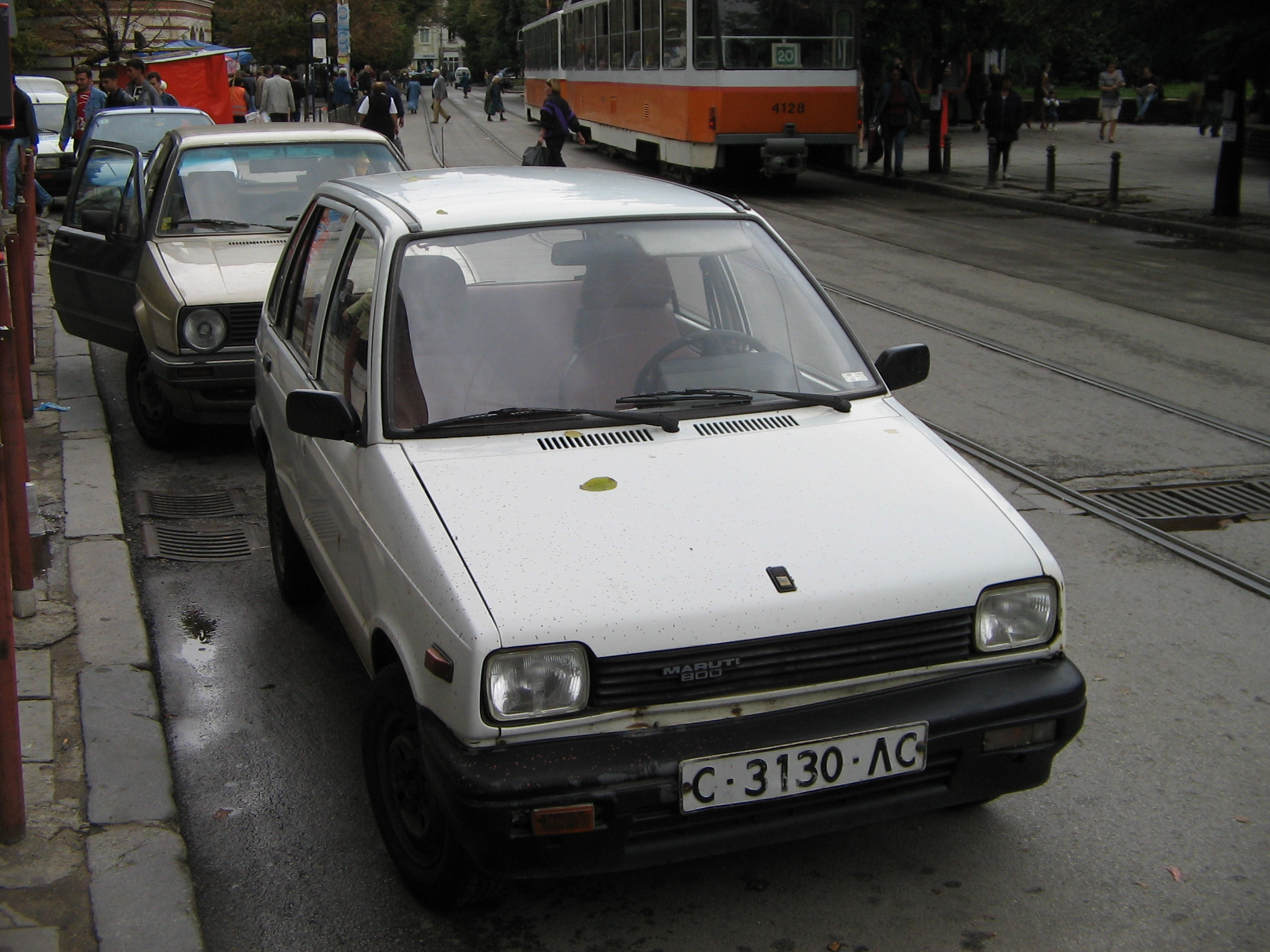
Maruti 800

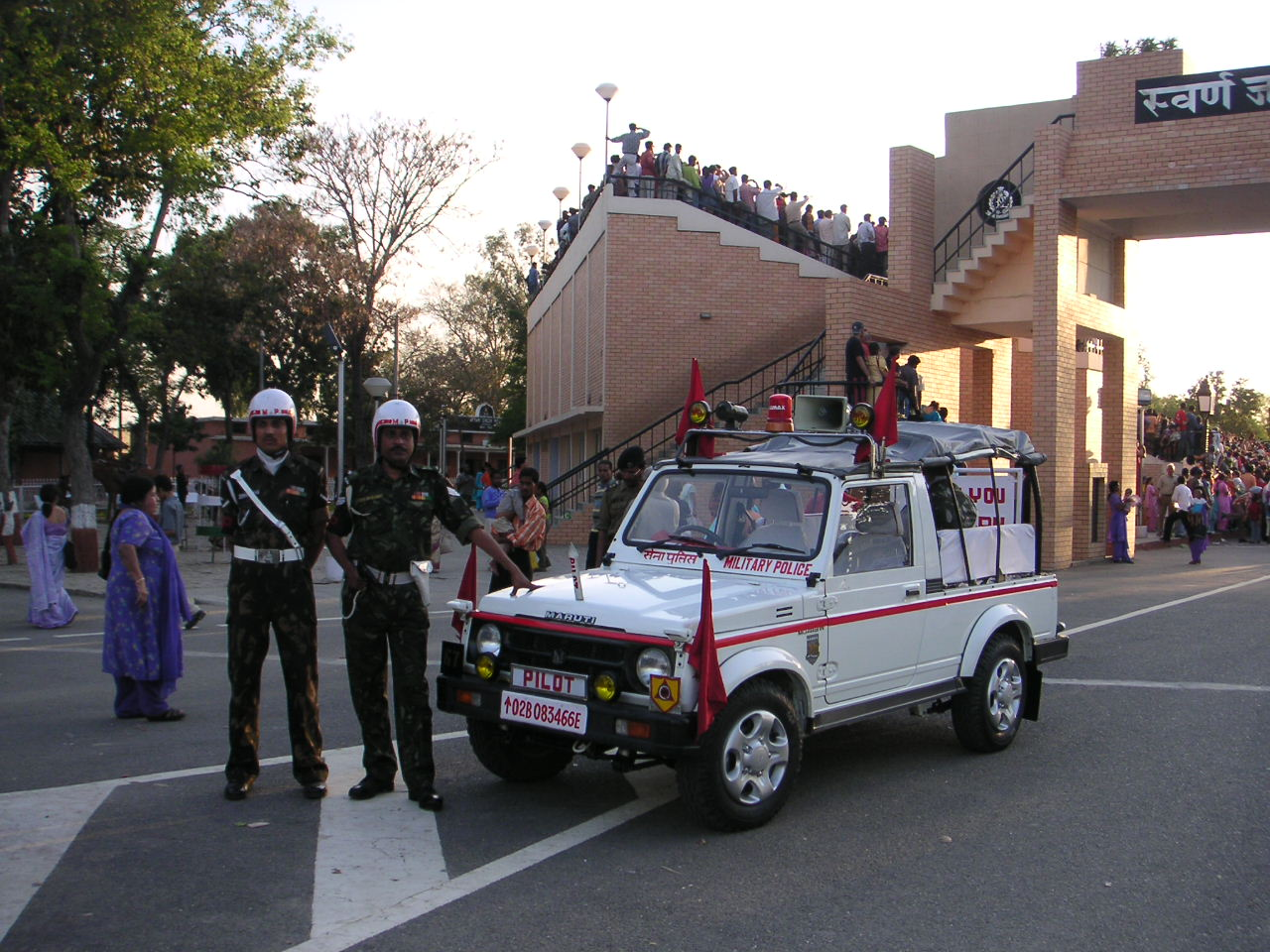
Maruti Gypsy der indischen Militärpolizei

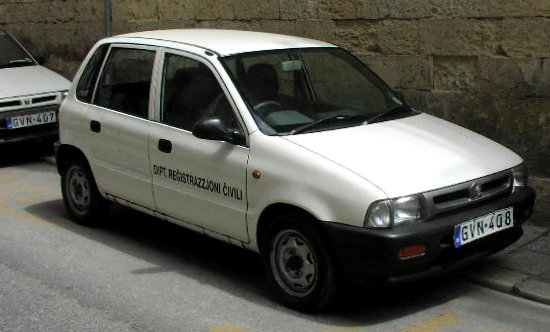
Maruti Zen

Bei Maruti werden Suzuki-Fahrzeuge in Lizenz produziert, von denen vor allem der Maruti 800, ein Lizenzbau des 1984 vorgestellten Suzuki Alto eine wichtige Rolle spielt. Er war lange Zeit das meistverkaufte Pkw-Modell auf dem indischen Subkontinent sowie in den Nachbarländern Pakistan, Bangladesch und Nepal. Seit 2009 wird auch der Nissan Pixo von Maruti produziert.
Inzwischen wird die beinahe monopolhafte Stellung von Maruti in Indien durch das Konkurrenzunternehmen Tata Motors und durch ausländische Konzerne in Frage gestellt. Nach Unternehmensangaben lag in den Jahren 2012 und 2013 der Marktanteil bei knapp unter 40 %.
Fahrzeuge der Marke Maruti werden auch in einigen europäischen Ländern wie z. B. in Ungarn, Griechenland, Malta und den Niederlanden parallel zur Suzuki-Modellpalette angeboten.
Eine Produktion erfolgt auch bei Pragoti Industries in Bangladesch.
Bis zum Jahr 2015 wurden 1.429.246 Fahrzeuge hergestellt. Im August wurden 119.931 Fahrzeuge verkauft von insgesamt etwa 253.000 verkauften Fahrzeugen in ganz Indien. Die bisherigen Umsätze im Jahr 2016 deuten erneut auf einen neuen Rekordgewinn hin.

## Modelle
- Maruti 800
- Maruti 1000
- Maruti Alto
- Maruti Baleno
- Maruti Esteem
- Maruti Gypsy
- Maruti Versa
- Maruti Omni
- Maruti Zen

### Aktuelle Modelle (Stand 2015)
- Maruti Alto 800[6]
- Maruti Alto K10
- Maruti Swift
- Maruti DZire
- Maruti Eeco
- Maruti Celerio
- Maruti Ciaz
- Maruti Ertiga
- Maruti 800
- Maruti Omni
- Maruti Ritz
- Maruti Gypsy
- Maruti Grand Vitara
- Maruti WagonR
- Maruti Stingray
- Maruti S-Cross